# 제19회 대종상
제19회 대종상의 시상식에 관한 내용이다.

## 수상 및 후보

### 최우수작품상
- 사람의 아들 - 합동영화 수상

### 감독상
- 바람 불어 좋은 날 - 이장호 수상

### 시나리오상
- 메아리 - 최석규·이희우 수상

### 남우주연상
- 뻐꾸기도 밤에 우는가 - 이대근 수상

### 여우주연상
- 뻐꾸기도 밤에 우는가 - 정윤희 수상

### 남우조연상
- 땅울림 - 박 암 수상

### 여우조연상
- 뻐꾸기도 밤에우는가 - 김신재 수상

### 촬영상
- 뻐꾸기도 밤에 우는가 - 정운교 수상

### 편집상
- 바람 불어 좋은 날 - 김희수 수상

### 조명상
- 뻐꾸기도 밤에우는가 - 이민부 수상

### 음악상
- 뻐꾸기도 밤에우는가 - 한상기 수상

### 미술상
- 뻐꾸기도 밤에우는가 - 도용우 수상

### 각색상
- 짝코 - 송길한 수상

### 녹음상
- 뻐꾸기도 밤에우는가 - 김병수 수상

### 신인상
- 바람 불어 좋은 날 - 안성기 수상
- 물보라 - 금보라 수상

### 우수반공영화상영상
- 짝코 - 삼영필름 수상

### 우수작품상
- 뻐꾸기도 밤에 우는가 - 우진필름 수상

### 우수문화영화상
- 임상용(감독상), 장석준(촬영상, 편집상) 수상

### 특별상
- 최남현(연기), 장석준(공로) 수상